# Constelação de satélites
Constelação de satélites é termo que, em sua definição formal, significa: "um grupo de satélites similares que orbitam a Terra de forma sincronizada e otimizada", trabalhando de forma orquestrada para atingir um objetivo comum. 
Esse tipo de "constelação", portanto, pode ser considerado como um conjunto de satélites coordenados e orquestrados por estações em terra, operando em conjunto sob um controle compartilhado, de maneira sincronizada, de forma que cada satélite da constelação complemente a área de cobertura dos demais, sem que um interfira na cobertura do outro de forma indesejada.

## Classificação
Existe um grande número de constelações de satélites atendendo necessidades específicas de cada missão. Geralmente, as constelações são projetadas de tal forma que os satélites têm órbitas similares em termos de excentricidade e inclinação, de tal forma que qualquer perturbação, afeta cada satélite aproximadamente da mesma forma.
Dessa maneira, as características da órbita podem ser usadas para classificar essas constelações atribuindo-lhes nomes. Uma classe de geometria orbital que se tornou popular para elas é a Walker Delta Pattern constellation. Essa classe tem uma notação associada que foi proposta por John Walker.
Por exemplo: a constelação do sistema de navegação Galileo tem a seguinte classificação: "Walker Delta 56°:27/3/1", significando: 27 satélites em 3 planos, inclinados a 56 graus, espalhados nos 360 graus ao longo do equador.

## Exemplos de constelações de satélites
- A-train
- BeiDou
- BGAN
- COMMStellation
- Disaster Monitoring Constellation
- Galileo
- Globalstar
- Global Positioning System
- GLONASS
- Iridium satellite constellation
- Molniya
- Orbcomm
- RapidEye
- Sirius Satellite Radio
- Teledesic
- Tracking and Data Relay Satellite System
- XM Satellite Radio